# 尤登薩瓦內
尤登薩瓦內（直译：「猶太人热带草原」）是位於南美洲蘇利南的一个前猶太種植園社區，它位於現今的帕拉區，距離首都帕拉馬里博以南約50公里处。该社区一度是該殖民地猶太人生活的中心。它由塞法迪猶太人於17世紀建立。甘蔗種植園建立在犹太人對黑奴的奴役上。在1700年前后的鼎盛時期，尤登薩瓦內擁有約500名種植園主和9,000名奴隸。该殖民地經常面臨原住民的攻擊、奴隸起義，甚至法國海軍的攻擊，最終遷至今苏里南的首都帕拉馬里博。從1940年代到21世紀，人們曾多次嘗試清理墓園並維護猶太教堂遺址。2023年，该遗址成为联合国教科文组织认证的世界文化遗产。

## 历史
1639年，當時控制蘇利南的英國允許來自荷蘭、葡萄牙和義大利的塞法迪猶太人在該地區定居。他們首先來到了舊都托拉里卡。1651年4月8日，犹太人代表本亞明·德·卡塞拉斯（Benjamin de Caseras）、亨利·德·卡塞拉斯（Henry de Caseras）和雅各布·弗拉索（Jacob Fraso）向英國國務会议提交了一份請願書，請求当局允許他們在蘇利南和巴巴多斯領土上生活和貿易，這標誌著猶太社區在該領土上建立的確切日期。1652年，在前巴巴多斯总督弗朗西斯·威洛比，帕勒姆的第五代威洛比男爵的帶領下，又有大約1,200人的新移民迁入苏里南。1664年，在被驅逐出巴西和法屬圭亞那後，大衛·科恩·納西率領的第三批移民抵達蘇利南。英國試圖透過保障他們享有設立自己的法院和宗教自由的特權來阻止這群移民再次遷徙。大約在這個時候，該社區也開始以周圍的田野命名為薩瓦內。該定居點建在一塊高地上，最初只有一條主幹道和四條小街。當地還建有一所學校，除了教授猶太文化外，還教授西班牙語和葡萄牙語。與那些經常希望透過經營種植園致富並返回歐洲的基督教殖民者不同，尤登薩瓦內的犹太人居民在歐洲無處可歸，這也是他们永久定居於当地的原因之一。
這個猶太社區以發展甘蔗種植園經濟为主，並使用非洲奴隸作為勞動力；根據一些記載，新定居的家庭會獲得四到五名奴隸作為定居補助金的一部分。荷蘭人控制蘇利南後，保留了英国殖民者賦予這個猶太社區的權利，甚至在某些權力方面進行了擴張，包括赋予犹太人週日運送貨物和驅逐社區居民的權利，1691年，当局还授予犹太人100英畝土地用於建造猶太教堂和墓地。該定居點也在1,700年左右達到最大規模，当时约有570名居民。
尤登薩瓦內的奴隸主公民也經常與鄰近的土著居民以及種植園中的奴隸發生衝突。根據《歷史匯》（Essai Historique）的記載，在1670年，約有二百名猶太人離開了蘇利南。1677年，也就是加勒比海人襲擊尤登薩瓦內的前一年，十個猶太家庭帶著他們的奴隸離開了。 1678年下半年，在苏里南包括尤登薩瓦內在內的歐洲定居點遭到加勒比海人（卡利納人）的襲擊，与此同时，奴隸們也發動了起義攻击定居点。 1690年，種植園主伊曼紐爾·馬查多（Immanuel Machado）的種植園再次爆發奴隸起義，馬查多被殺後，這些前奴隸逃往了一個馬龍人社區。1712年，意識到该犹太人社區的富饒，一群法國水手也對此聚居地進行了攻擊。由於遭到多次攻擊，尤其是來自前奴隸的攻擊，這些犹太人殖民者在定居點周圍建立了防禦體系。
尤登薩瓦內第一座犹太会堂「祝福與和平」（ברכות ושלום）建於1665年至1671年間，该会堂也是南美洲第三座猶太教堂，1827年進行了翻修。在「祝福與和平」猶太會堂建成之前，美洲還沒有建造過具有重要建築意義的猶太會堂，這座猶太會堂的建造亦標誌著該地區猶太人生活的中心從托拉里卡遷移到尤登薩瓦內。「祝福與和平」會堂內設有單獨的女性區域、社區檔案館，木質建築上还裝飾有銀質饰物。第二座猶太會堂由進口磚塊筑成，其建於1685年。1785年10月，猶太教堂舉行了百年慶典，據說有1,500多人參加，其中許多人從帕拉馬里博乘船而來，因為當時只有大約20個猶太家庭仍居住在尤登薩瓦內。进入20世紀後，人們也努力清理和保護这座猶太教堂的遺址。

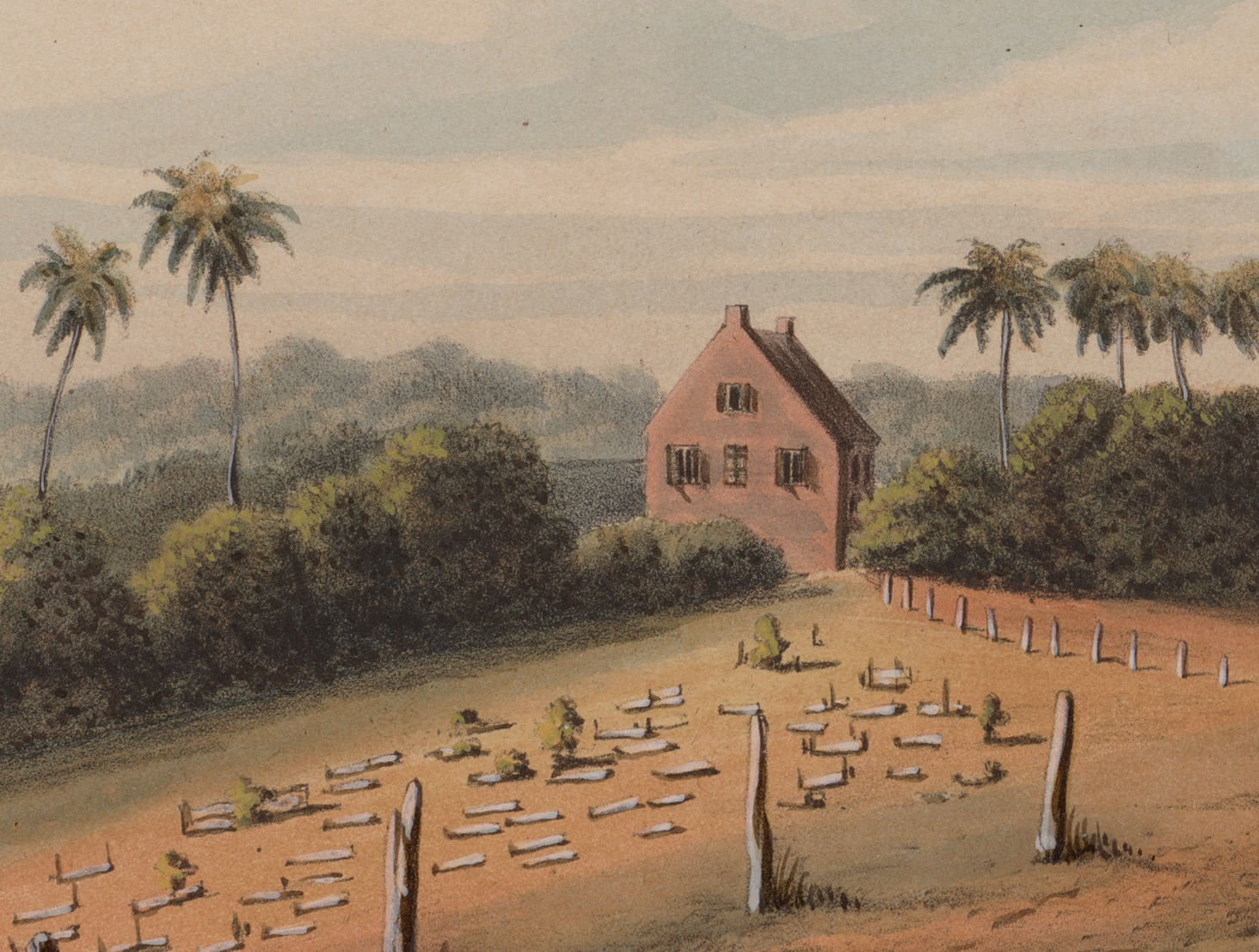
1860年的尤登薩瓦內犹太教堂

尤登薩瓦內在18世紀中葉衰落，大部分人口遷移到帕拉馬里博。18世紀，蘇利南遭受了一系列危機的衝擊，猶太種植園遭受的衝擊尤其嚴重，其中一些是殖民地中最古老的種植園。由於卡薩爾遠徵隊徵收的巨額貢賦、1773年阿姆斯特丹一家大型甘蔗進口商的倒閉以及房地產貸款的累積，支出趨於增加。 1784年起，甜菜種植被引入歐洲，以及最古老種植園土壤的枯竭，都導致了收入的減少。持續不斷的馬龍戰爭導致安全狀況惡化，而帕拉馬里博作為殖民地唯一的貿易港口，更靠近海岸，發展壯大，導致猶太人遠離尤登薩瓦內。到1790年，尤登薩瓦內仅剩大约22人（這一数字并不包括奴隸）。到19世紀初，這一數字下降到少於10人。該定居點一直處於人口縮減狀態，直到1832年奴隸起義期間被大火燒毀，之后尤登薩瓦內就不再有常住人口。
二戰期間的1942年，荷兰殖民政府在尤登薩瓦內附近建造了一座拘留營，並以其命名，即尤登薩瓦內拘留營。該拘留營關押了146名來自荷屬東印度群島的政治犯，其中不乏纳粹德国的同情者、荷蘭國家社會主義運動或德國纳粹党的成員。然而，一些印尼民族主義者也被驅逐到尤登薩瓦內，其中最著名的是欧内斯特·道维斯·德克尔。

## 保护与现况

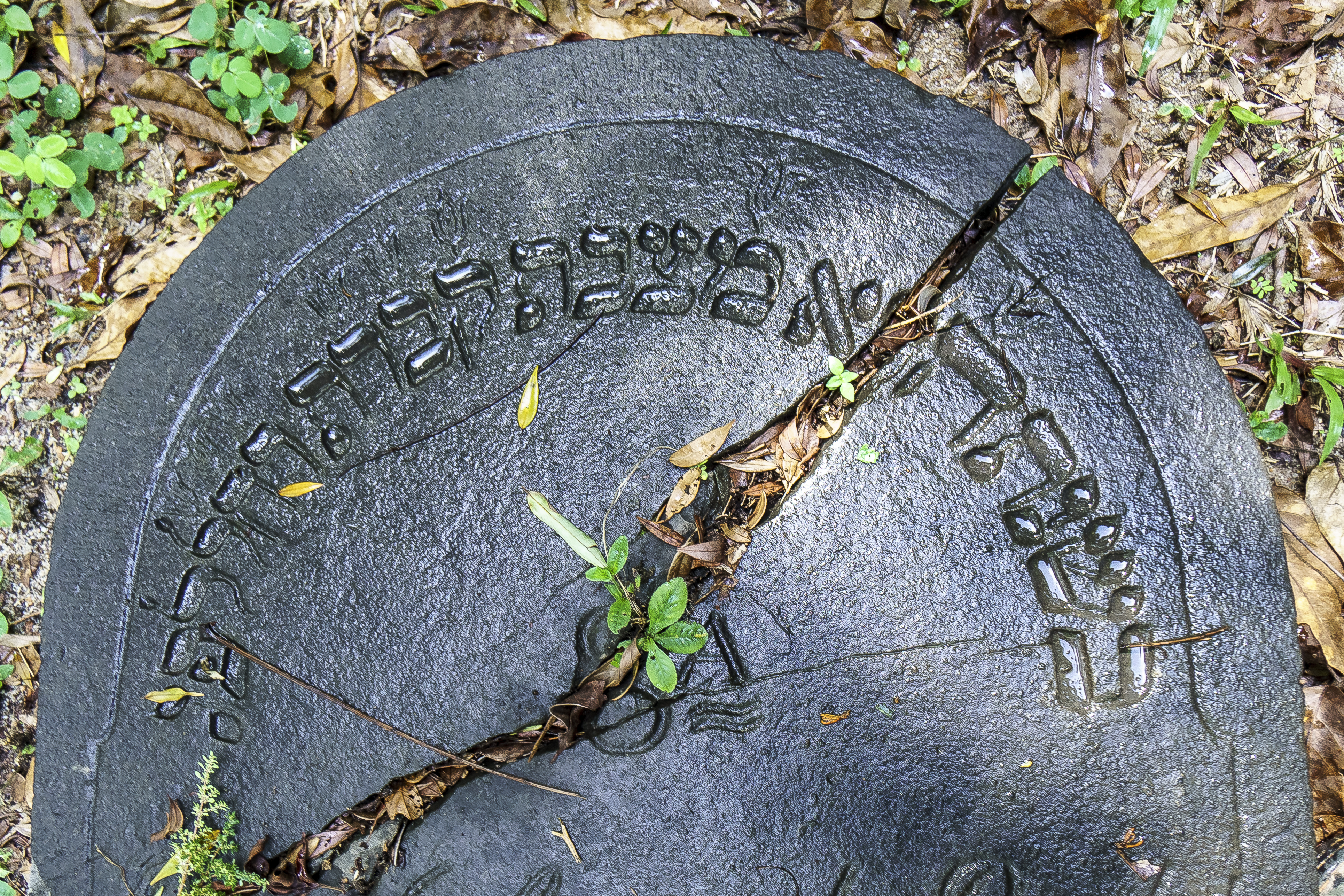
尤登薩瓦內一块刻有希伯来文的墓碑

截至目前，尤登薩瓦內遺址僅存「祝福與和平」猶太教堂的遺跡以及三处墓地，其中使用最頻繁、現存最早的墓地被稱為卡西波拉墓地，該墓地因邻近卡西波拉溪而得名，約有兩百座墓碑，其中最早的墓碑建於17世紀初，最晚的墓碑據信建於1840年。墓碑上主要刻有希伯來語和葡萄牙語。尤登薩瓦內位於帕拉區卡羅萊納的雷迪·多蒂土著村莊附近，並透過卡羅萊納橋（Carolinabrug）與帕拉馬里博相連結，或經由德西·鲍特瑟高速公路前往約翰·阿道夫·彭格爾國際機場。
1971年，尤登薩瓦內基金会成立，该组织开始對尤登薩瓦內遗址进行保护，苏里南於1975年独立后，官方於1998年将该遗址列入国家历史遗产名单。此后，美國考古研究所也開始與蘇利南大學合作，開展了一項名為「尤登薩瓦內互動挖掘」的項目，該項目的保護工作和記錄保存項目自2014年以來一直活躍。歷史學家娜塔莉·澤蒙·戴維斯生前研究尤登薩瓦內在18世紀的歷史，其研究重點是大衛·科恩·納西（1747年生）以及猶太社區內黑奴和白人奴隶主之間的關係。戴維斯还於2016年發表了一篇題為《收復耶路撒冷》（Regaining Jerusalem）的文章，詳細介紹了約登薩凡納的逾越節慶祝活動。
2023年9月，在第45届世界遺產委員會上，尤登薩瓦內遺址和卡西波拉公墓被聯合國教科文組織列為世界文化遺產，名稱為「尤登薩瓦內考古遺址：尤登薩瓦內定居點和卡西波拉溪公墓」。
该世界遗产被认为满足世界遺產登錄基準中的以下基準而予以登錄：
- （iii）呈现有关现存或者已经消失的文化传统、文明的独特或稀有之证据。[28]